# Barbara Heslop
Pour les articles homonymes, voir Heslop.
Barbara Farnsworth Heslop (née Cupit, 26 janvier 1925 - 20 décembre 2013) est une immunologiste néo-zélandaise spécialisée dans les domaines de l'immunologie des transplantations et l'immunogénétique (en).

## Biographie
Née à Auckland, Heslop a fait ses études à l'Epsom Girls' Grammar School (en) de 1938 à 1941,, puis a fréquenté l'université d'Otago, où elle a obtenu son diplôme de Bachelors of Medicine and Surgery en 1949 et son doctorat en médecine en 1954. 
Elle a épousé le chirurgien John Herbert Heslop (en), connu pour ses travaux sur la cancérogenèse cutanée. Ils ont eu deux filles : Helen, une scientifique en transplantation  ; et Hilary, spécialiste de l'alimentation.
Heslop a été reconnue dans la communauté médicale à la fois pour ses recherches et son enseignement, à une époque où les femmes scientifiques étaient rares. Elle a été nommée membre du Royal Australasian College of Surgeons (RACS) pour ses services aux sciences chirurgicales en 1975. En 1990, en l'honneur de ses réalisations en recherche, elle a été nommée membre de la Société royale de Nouvelle-Zélande principalement sur la base de ses publications sur la cytotoxicité des lymphocytes allogéniques (un phénomène médié par les cellules tueuses naturelles). La même année, elle et son mari John Heslop ont été co-récipiendaires de la médaille Sir Louis Barnett décernée par le RACS. 
Dans les honneurs du Nouvel An 1991 (en), Heslop a été nommée Commandeur de l'Ordre de l'Empire britannique, pour services rendus à l'enseignement médical. 
Heslop est décédée à Dunedin en 2013. 
En 2017, Heslop a été sélectionnée comme l'une des « 150 femmes en 150 mots » de la Royal Society Te Apārangi, célébrant les contributions des femmes au savoir en Nouvelle-Zélande.

## Médaille Heslop
Pour commémorer le travail de Heslop et celui de son mari, John Heslop, la médaille Heslop a été créée par le Royal Australasian College of Surgeons en 2004 pour reconnaître et récompenser les contributions exceptionnelles au Board of Basic Surgical Education and Training et à ses comités. 

## Publications (sélection)
- Heslop, Zeiss et Nisbet, « Studies on transference of bone 1. A comparison of autologous and homologous bone implants with reference to osteocyte survival, osteogenesis and host reaction. », The British Journal of Experimental Pathology, vol. 41,‎ 1960, p. 269–287 (PMID 14401480, PMCID 2083263)
- Zeiss, Nisbet et Heslop, « Studies on transference of bone. 2. Vascularization of autologous and homologous implants of cortical bone in rats. », The British Journal of Experimental Pathology, vol. 41,‎ 1960, p. 345–363 (PMID 13847187, PMCID 2083202)
- Nisbet, Heslop et Zeiss, « Studies on transference of bone. III. Manifestations of immunological tolerance to implants of homologous cortical bone in rats. », The British Journal of Experimental Pathology, vol. 41,‎ 1960, p. 443–451 (PMID 13729201, PMCID 2082392)
- Heslop et Hardy, « The distribution of 51Cr-labeled syngeneic and allogeneic lymph node cells in the rat. », Transplantation, vol. 11,‎ 1971, p. 128–134 (PMID 5578737, DOI 10.1097/00007890-197102000-00004)
- (en) « 'All about research'—looking back at the 1987 Cervical Cancer Inquiry. », The New Zealand Medical Journal, vol. 117,‎ 2004, p. 1–16 (lire en ligne [archive du 6 mars 2014], consulté le 30 décembre 2017)